# Хлопковые облигации
Хлопковые облигации — сертификаты с 7-процентным купоном и сроком погашения 20 лет, которые выпускались правительством Конфедеративных Штатов Америки во времена гражданской войны в США.

## История
Официальная валюта КША доллар конфедерации не пользовалась большим спросом на международных рынках, признавать деньги страны, которая еще не укрепилась на политической карте мира, было достаточно рискованно. Военные расходы привели к большим тратам, пришлось начать усиленную эмиссию денег что вызвало их обесценивание. Почти все золото из Конфедеративных Штатов было вывезено в Европу на оплату военных закупок, так же региональные власти южных штатов самостоятельно выпускали свои дополнительные валюты, что только ускоряло инфляцию. По заказу правительства Конфедерации во Франции компанией «Emile Erlanger & Co» были отпечатаны и выпущены в оборот так называемые «хлопковые облигации», которые были обеспечены главным товаром конфедератов — хлопком.
Облигации обменивались на хлопок по довоенной цене 6 центов за 1 фунт, и поначалу имели спрос на Амстердамской и Лондонской фондовых биржах. Несмотря на череду поражений армии Конфедерации, облигации сохраняли высокий курс длительное время: возрастающая потребность экономики в хлопке в период войны привела к его подорожанию. Войска Конфедерации проигрывали битвы, но хлопок дорожал, а за ним дорожали и облигации: с декабря 1863 по сентябрь 1864 их цена увеличилась вдвое. Перед соблазном приобрести постоянно дорожающие облигации не могла устоять даже политическая элита Великобритании, среди покупателей были будущий премьер-министр Уильям Гладстон и главный редактор британской газеты «TIMES» Джон Делейн.
Правительство Конфедерации обратилось к крупным европейским финансистам Ротшильдам в надежде, что они начнут закупать хлопковые облигации, но Ротшильды не стали инвестировать в них свои деньги. Хлопковых облигаций по всей Европе было продано на сумму около 15 000 000 долларов США.
На хлопковые облигации долгое время не влиял эффект «инфляционного риска», облигации погашались по стабильно высокой цене, в полном объеме и с процентами. Если бы правительству Конфедерации удалось продать облигаций на достаточно крупную суму, это могло бы вызвать значительный интерес к облигациям и их дальнейший рост даже без учета их реального обеспечения, и Конфедерация смогла бы заработать достаточно денег, чтобы нанимать достаточно много добровольцев за границей. 

Помешало этим планам то, что для удерживания высокой цены на хлопок, по задумке госсекретаря Конфедерации Джуды Бенджамина, была прекращена поставка хлопка главному покупателю — Великобритании. Эффект превзошел все ожидания, цены на хлопок немедленно подскочили с 6.25 до 27.25 пенса за фунт, вслед за ним подорожали и акции, но 28 апреля 1862 года армия Союза захватила Новый Орлеан. Когда главный порт Конфедерации перешел под контроль США, торговля хлопком, который перевозили за океан кораблями, прекратилась. Возобновить торговлю хлопком было уже не возможно без прорыва морской блокады, причем прорывать нужно было два раза — по пути туда и обратно. А тем временем Великобритания наладила ввоз хлопка из Китая, Египта и Индии и хлопковые облигации утратили свою привлекательность, они еще удерживали свой стабильный курс некоторое время, а потом начали дешеветь и под конец войны обесценились совсем. Победивший в войне Север не стал принимать на себя долги поверженного врага, и вложения в хлопковые облигации в одночасье были утеряны с поражением Юга. 